# جوسينما
جوسينما (بالإنجليزية: JioCinema) هي خدمة بث هندية مملوكة الآن لشركة جو بلاتفورمز، وهي شركة تابعة لشركة رليانس للصناعات المحدودة. تم إطلاق مكتبة محتوى جوسينما في 5 سبتمبر 2016، ويشمل الأفلام والبرامج التلفزيونية ومسلسلات الويب والفيديو الموسيقي والأفلام الوثائقية.